# Transports au Danemark

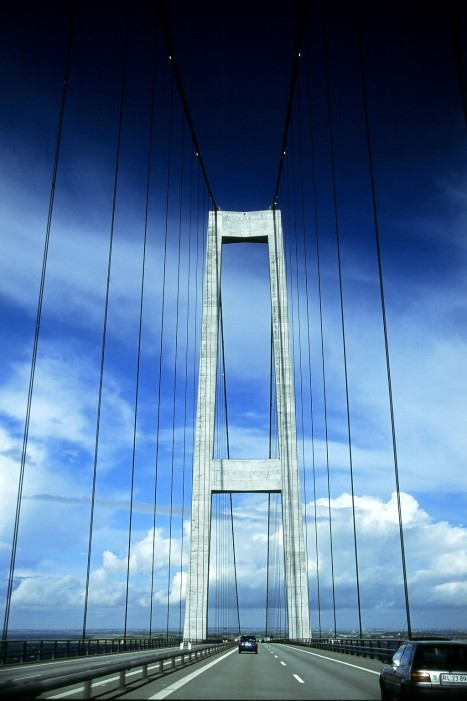
Le pont du Grand Belt

Le transport au Danemark est moderne et bien développé, dans un pays caractérisé par une taille relativement modeste et un relief plat. Le réseau autoroutier représente 1 111 km et les voies ferrées 2 667 km. La liaison du Grand Belt (ouverte en 1997) relie les îles de Seeland et l'ile de Fionie, et le nouveau pont du Petit Belt traverse le détroit du Petit Belt entre le Jutland et l'île de Fionie.

## Transport routier
Le réseau routier représente un total de 73 197 km dont 1 111 km d'autoroutes. Les autoroutes sont gratuites (sauf certains  ponts), et limitées à 130 km/h. La longueur maximale des camions avec remorque est de 18,75 m, la largeur maximale est de 2,55 m et la masse maximale autorisée est de 48 tonnes. Le pays est relié par la route au sud avec l'Allemagne et à l'est avec la Suède, via le pont de l'Øresund.

Carte des autoroutes du Danemark

## Importance du vélo
La bicyclette est un moyen de transport très répandu en Danemark, qui comporte de nombreuses pistes cyclables qui représentent près de 12 000 km. La culture de la bicyclette se rapproche de celle des Pays-Bas. Certaines routes et autoroutes sont longées par des pistes cyclables.

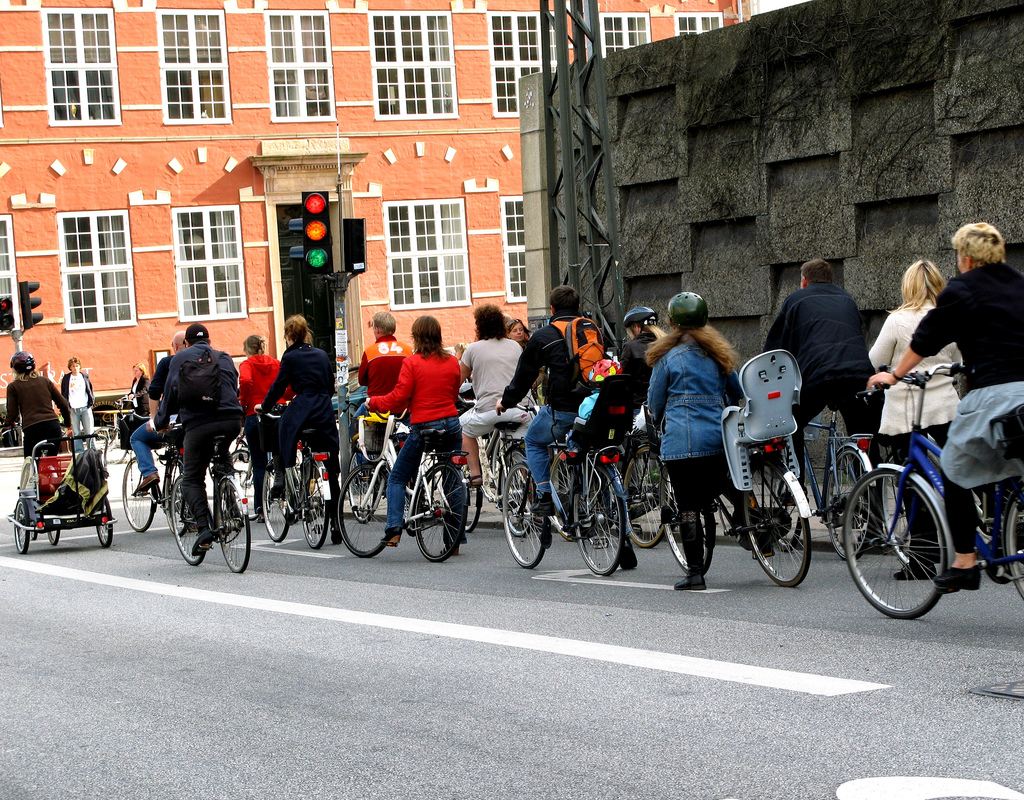
Cyclistes à Copenhague

## Transport ferroviaire

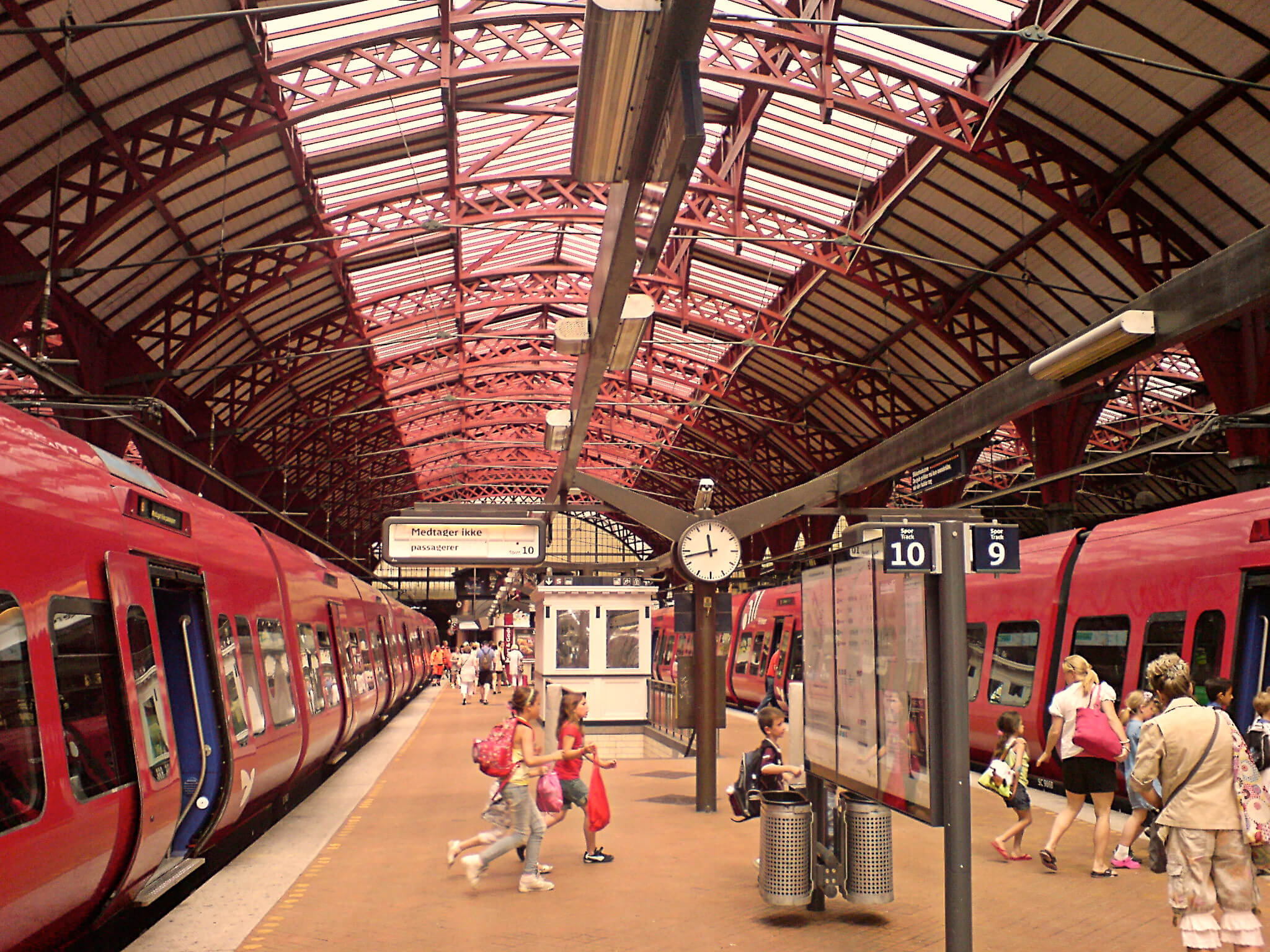
Gare de Cophenhage

Le principal opérateur est Danske StatsBaner (DSB).

## Transport maritime
Exposé d'une part à la mer du Nord et point de passage vers la Mer Baltique, le transport maritime a toujours été important pour le Danemark. Ses ports voient passer 48 millions de passagers et 109 tonnes de marchandise chaque année.
Les principaux ports pour le trafic de passagers sont (en milliers de passagers en 2019):
- Helsingør 10,966
- Rødbyhavn 7,058
- Frederikshavn 2,894
- Sjællands Odde (en) 2,233
- Esbjerg 1,827
- Gedser 1,612
- Aarhus 1,583
- Rønne 1,522
- Ebeltoft 962
- Copenhague 872

## Transport aérien
Le principal aéroport est l'aéroport de Copenhague, qui occupe le sud-est de l'île d'Amager à 8 km du centre-ville et à 24 km de Malmö.
Les autres aéroports sont :
- Aéroport de Billund (BLL), dans le centre du Jutland
- Aéroport d'Aalborg (AAL), à 5 km d'Aalborg
- Aéroport d'Aarhus (AAR), à 35 km d'Aarhus